# Ludwig Graf (Moderator)
Ludwig Graf (* 12. August 1940; † 14. August 2023) war ein deutscher Fernsehmoderator. Er war der erste Moderator des Schulfernsehens in Deutschland und langjährige Moderator der Telekolleg-Mathematik-Sendungen des Südwestfunk Baden-Baden. Auch war er Vorsitzender des Ausschusses Telekolleg beim WDR. Weiter moderierte er die Sendereihe „Microprozessor/Microcomputer“ im ZDF Mitte der 1980er Jahre.

## Veröffentlichungen (Auswahl)
- mit Hartmut Rosenberg: Telekolleg II Physikalische Technologie. 3 Thermodynamische Systeme. Medithek, München [ca. 1976] (Video)
- Keine Angst vor dem Mikrocomputer: Fortbildungskurs im Medienverbund Fernsehen – Fachbuch – Seminare und für das Selbststudium. 2. Auflage. VDI-Verlag, Düsseldorf 1988, ISBN 3-18-400854-1.
- Telekolleg: Datenverarbeitung: Lekt. 1–13. 2., durchgesehene Auflage. TR-Verlags-Union, München 1991, ISBN 3-8058-2147-6 (mit Ulrich George).
- mit Hans Elwanger: Entwicklung, Funktion, Präsentationsformen und Texttypen der Telekolleg- oder Akademie-Sendungen. In: Medienwissenschaft. Ein Handbuch zur Entwicklung der Medien und Kommunikationsformen. 3. Teilband, Walter de Gruyter, Berlin / New York 2002, S. 2369–2383 (eingeschränkte Vorschau in der Google-Buchsuche).